# 亨利·布鲁克斯·亚当斯

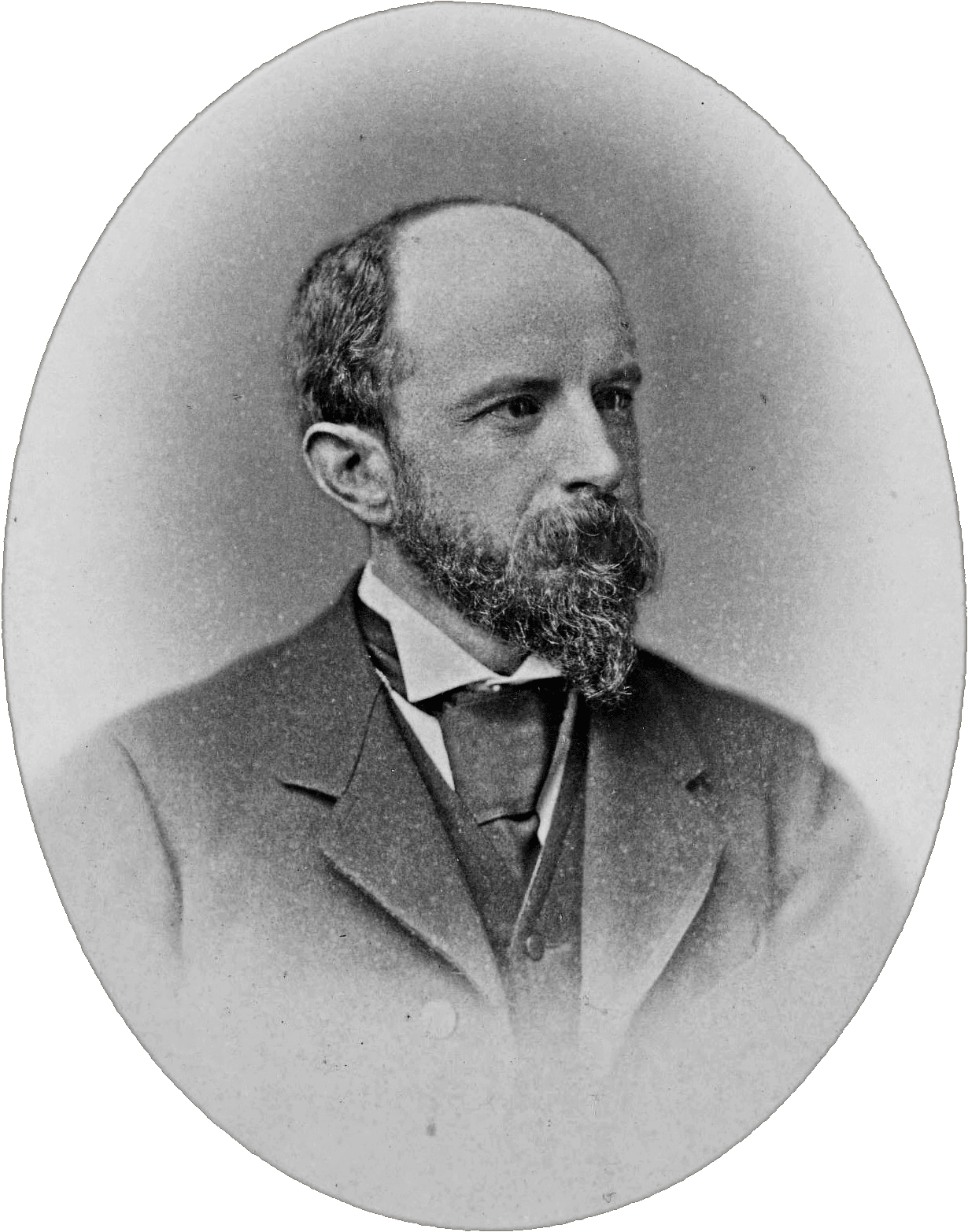
亨利·布鲁克斯·亚当斯

亨利·布鲁克斯·亚当斯（1838年2月16日-1918年3月27日）是一位美国历史学家，他的祖父约翰·昆西·亚当斯和曾祖父约翰·亚当斯都曾當过美国总统。他毕业于哈佛大学。南北战争结束后，他成为一名政治線记者。他死后出版的回忆录获得了普利策奖。 